# Zisterzienserinnenabtei Isles (Auxerre)
Die Zisterzienserinnenabtei Isles war von 1219 bis 1791 ein französisches Kloster der Zisterzienserinnen bei und in Auxerre, Département Yonne, im Bistum Auxerre.

## Geschichte
Das 1219 in Saint-Georges-sur-Baulche westlich Auxerre gestiftete Kloster La Celle, das vom Pariser Kloster Saint-Antoine-des-Champs Verstärkung erhielt, wechselte 1229 dank einer weiteren Schenkung nach Orgelaine-sur-Yonne (heute: Monéteau), nördlich Auxerre, besetzte dort vier Inseln und nannte sich Notre-Dame-des-Isles („Maria Inseln“, von französisch île, alte Form isle=Insel). 1636 zog das Kloster in die Stadt Auxerre und wurde dort 1791 durch die Französische Revolution geschlossen. 2004 wurden die letzten Reste in Monéteau archäologisch sichergestellt. In Monéteau erinnert die Rue des Isles, in Auxerre die Rue de la Plaine des Isles an den Klosterort.